# Sergio Sollima
Sergio Sollima (Rome, 17 april 1921 – Rome, 1 juli 2015) was een Italiaans filmregisseur.
Sollima was eigenlijk filmcriticus, maar maakte zelf zijn eerste film "Of Wayward Love" in 1962. Hij ging verder midden jaren '60 met de films "Agent 3S3: Passport to Hell" en "Agent 3S3, Massacre in the Sun" (met o.a. Frank Wolff (acteur) en de film "Requiem for a Secret Agent" met o.a. Daniela Bianchi.
Hij regisseerde drie politiek getinte spaghettiwesterns: The Big Gundown (1967) (met Lee Van Cleef en Tomás Milián), (het vervolg) Run Man Run (1968) en Face to Face (1967) met John Ireland. Zijn film Revolver (met Oliver Reed) noemde hij een remake van die laatste film. In 1976 regisseerde hij "Il Corsaro Nero" (The Black Corsair) met Kabir Bedi, de Indiase acteur zou later een ster worden met de televisieserie Sandokan, ook geregisseerd door Sollima.
De bekendste film in Nederland van Sollima is (Citta Violenta) Violent City met Charles Bronson en Telly Savalas.
Zijn zoon Stefano is ook regisseur, maar die zit meer in de maffiahoek met series als "Romanzo criminale", "Gomorra" en "La squadra" en de film "ACAB - All Cops Are Bastards".
Sollima overleed in een rusthuis in een buitenwijk van zijn geboortestad op 94-jarige leeftijd.